# Mantidactylus tricinctus
Mantidactylus tricinctus är en groddjursart som först beskrevs av Jean Guibé 1947.  Mantidactylus tricinctus ingår i släktet Mantidactylus och familjen Mantellidae. IUCN kategoriserar arten globalt som otillräckligt studerad. Inga underarter finns listade i Catalogue of Life.